# Øyenkilen
Øyenkilen est une agglomération de la municipalité de Fredrikstad , dans le comté d'Østfold, en Norvège.

## Description
Øyenkilen est située à 11 kilomètres au sud-ouest de la ville de Fredrikstad et un peu au nord du phare de Strømtangen.

## Galerie

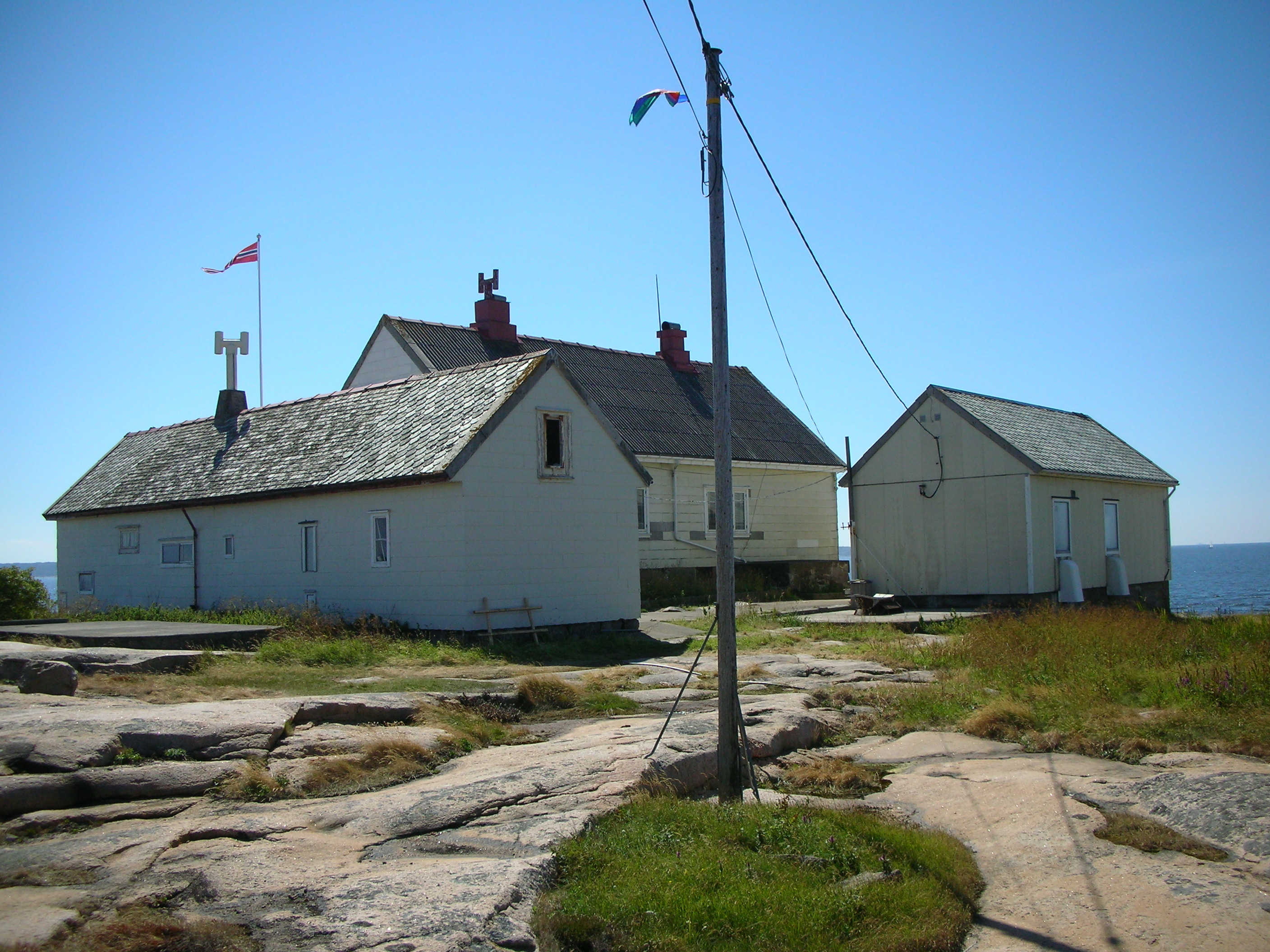
Strømtangen